# Монон Арденнский
Монон (ок. 600 год — ок. 645 года) — отшельник Арденнский. День памяти — 18 октября в епархии Намюра.

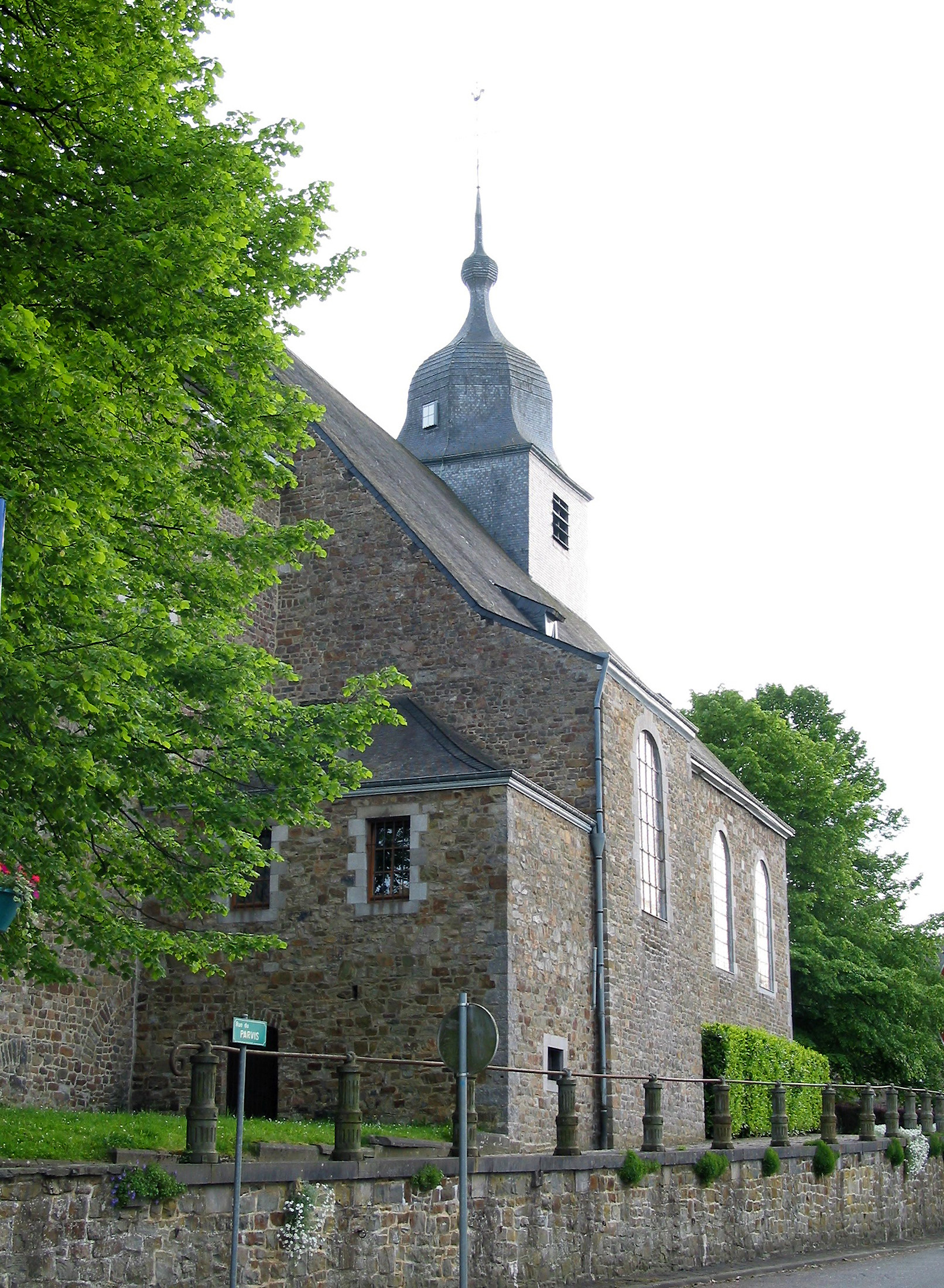
Коллегиальная церковь св. Монона (XVII—XVIII века).

Святой Монон (Monon, Munon) или Моно (Mono) был ирландским монахом или шотландским паломником, который шёл через континент и стал жить отшельником в Арденнах, где был весьма почитаем местными жителями. Он был умучен у себя в кельякелье в местечке Насонь (Nassogne), или Нассау (Nassau) в Бельгийском Люксембурге неким разбойником, которого он обличил. Его могила находится в селе на месте, нынче входящем в состав монастыря святого Губерта, На ней были явлены многочисленные чудеса. Неподалёку от Сент-Андрюс, Шотландия, имеется храм, освящённый в его честь.

## Тропарь, глас 4
Thou hast revealed to us the treasures of solitude, O Father Monon,/
and, fearing nothing, thou didst rebuke the lawless men for their ungodliness. Wherefore, pray to God for us/
that we may have the courage to confront evil,/
even though like thee/
we thereby receive the crown of martyrdom,/
that we may be found worthy of eternal salvation.